# Boron (Californië)
Boron is een plaats (census-designated place) in de Amerikaanse staat Californië, en valt bestuurlijk gezien onder Kern County. De plaats ligt in het westen van de Mojavewoestijn.

## Demografie
Bij de volkstelling in 2000 werd het aantal inwoners vastgesteld op 2025.

## Geografie
Volgens het United States Census Bureau beslaat de plaats een oppervlakte van
35,9 km², geheel bestaande uit land. Boron ligt op ongeveer 763 m boven zeeniveau.

## Mijnbouw

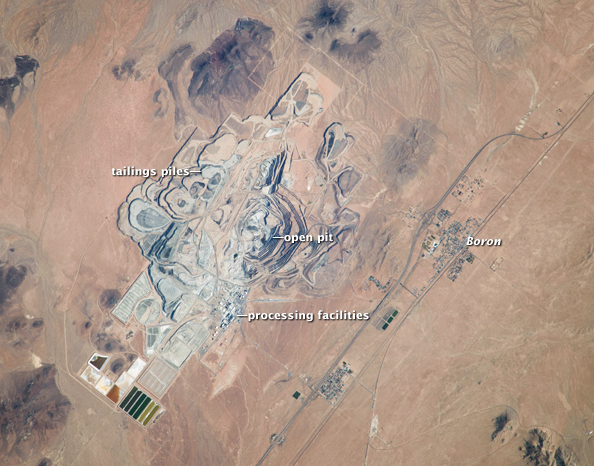
De Rio Tinto Borax Mine gefotografeerd vanuit het Internationaal ruimtestation ISS. Het terrein van de mijn is ongeveer 10 op 6 km groot

Boron is een mijnstad die ontstond nadat ter plaatse in 1913 colemaniet was ontdekt, een vorm van borax, een mineraal dat boor bevat. De naam Boron betekent gewoon boor. De Pacific Coast Borax Company begon in de jaren 1920 met de ontginning van het mineraal. In 1957 ving de maatschappij in dagbouw aan met de uitbating van wat de grootste dagbouwmijn in Californië werd, tegenwoordig bekend als de Rio Tinto Borax Mine. Deze behoort tot de grootste boraatmijnen in de wereld. 

## Plaatsen in de nabije omgeving
De onderstaande figuur toont nabijgelegen plaatsen in een straal van 40 km rond Boron.